# Kim Sinclair
Kim Sinclair (* 10. Juli 1954 in Auckland) ist ein neuseeländischer Szenenbildner und Artdirector. Für seine Arbeit an dem Film Avatar – Aufbruch nach Pandora gewann er 2010 einen Oscar.

## Leben
Sinclair besuchte die Auckland Grammar School und absolvierte im Anschluss ein Studium der Architektur an der Universität Auckland, das er 1978 mit einem Bachelor abschloss. Bis 1983 arbeitete er danach als selbstständiger Architekt.
Eines seiner ersten Filmprojekte war 1988 die Arbeit als Artdirector an dem Film Willow, der nach einer Geschichte von George Lucas von Regisseur Ron Howard gedreht wurde. Weitere erfolgreiche Hollywood-Filme folgten, darunter Vertical Limit oder Cast Away – Verschollen mit Tom Hanks, für den er für das Szenenbild auf den Fidschiinseln verantwortlich war.
Für den Film Her Majesty wurde Sinclair 2001 mit dem New Zealand Film and TV Award in der Kategorie Best Design ausgezeichnet. 2004 folgte eine Nominierung bei den Art Director Guilds Award für Last Samurai.
Für seine Arbeit als Supervising Artdirector und Set Decorator für James Camerons Avatar – Aufbruch nach Pandora aus dem Jahr 2009 gewann er bei der Oscarverleihung 2010 gemeinsam mit Rick Carter und Robert Stromberg einen Oscar in der Kategorie Bestes Szenenbild. Weitere Auszeichnungen für diesen Film waren ein BAFTA Award ebenfalls in der Kategorie Bestes Szenenbild und eine Ehrung durch die Art Directors Guild.

## Filmografie (Auswahl)
- 1985: Quiet Earth – Das letzte Experiment (The Quiet Earth)
- 1988: Willow
- 1993: Tommyknockers – Das Monstrum (The Tommyknockers)
- 2000: Vertical Limit
- 2000: Cast Away – Verschollen (Cast Away)
- 2001: Her Majesty
- 2002: Atomic Twister – Sturm des Untergangs (Atomic Twister)
- 2003: Jenseits aller Grenzen (Beyond Broders)
- 2003: Last Samurai (The Last Samurai)
- 2005: Die Legende des Zorro (The Legend of Zorro)
- 2007: Black Sheep
- 2009: Under the Mountain
- 2009: Avatar – Aufbruch nach Pandora (Avatar)
- 2022: Avatar: The Way of Water